# Alanta-DNU
Alanta-DNU är en volleybollklubb från Dnipro (träningsort Slobozjansky), Ukraina. Klubben grundades 2018 och spelar i Superliha, den högsta volleybollserien i Ukraina, sedan 2020-2021.